# Magazyn Fantastyczny
Magazyn Fantastyczny – polskie czasopismo fantastyczne ukazujące się w latach 2004–2011. Publikowane były w nim opowiadania i komiksy polskich autorów oraz trochę publicystyki.
Redaktorem naczelnym pisma był Robert Zaręba, w skład redakcji wchodzili także W. Leszczyńska, Witold Tkaczyk, Jacek Brodnicki, Tomasz Nowak. Według informacji na okładce „Magazyn Fantastyczny” był dwumiesięcznikiem, jednak odstępy między publikacją kolejnych numerów były większe, co zbliżało go do kwartalnika. Ostatni, pożegnalny numer o podwojonej objętości ukazał się w marcu 2011 roku.